# Sangüesa
Sangüesa (cooficialmente en euskera: Zangoza) es una ciudad y municipio español de la Comunidad Foral de Navarra, cabeza de la merindad homónima, la cual está situada en la Navarra Media Oriental, en la comarca homónima y a 45 km de la capital de la comunidad, Pamplona. Cuenta con una población de 4862 habitantes (INE 2024).
La ciudad se localiza en una terraza de la margen izquierda del río Aragón, en el que desemboca el río Onsella. Aparte de por la ciudad de Sangüesa, el municipio está compuesto por las localidades de Rocaforte y Gabarderal que, a principios de 2018, sumaban entre ambas una población de 168 habitantes.
Al primitivo asentamiento conocido como Sangüesa la Vieja que se ubicaba en Rocaforte, el rey Sancho Ramírez concedió hacia el año 1090 el fuero de Jaca y Alfonso I el Batallador lo extendió en el año 1122 al denominado Burgo Nuevo, el cual se desarrolló en el emplazamiento actual de la ciudad. El título de ciudad lo obtuvo en 1665 tras una merced real y el pago de 6000 ducados.

## Toponimia
Según los últimos estudios publicados el nombre actual de Sangüesa tendría su origen en Sanctorum Ossa (huesos de santos), cuya deriva desde el latín original parecería clara: Sanctorum Ossa > Sancto Ossa > Sancosa > Sangüesa.
A la vista de la documentación y de los testimonios orales del Valle de Roncal (donde Sangüesa, en vez de ser conocida como Zangoza, al igual que el resto de dialectos vascos, se llama Zankoza), parece que el nombre antiguo del pueblo fuera Sancosa. De este nombre antiguo y de origen desconocido derivan los nombres que hoy se usan tanto en las distintas lenguas romances como en euskera.
Según Mikel Belasko, la documentación escrita antigua aporta numerosos datos, pero son difíciles de ordenar si no se tienen en cuenta las variantes vascas del nombre, sobre todo las ribcakesas. De hecho, en la documentación antigua aparecen formas de Sancosa, Sancuesa, Sangosa y Sanguesa, pero sin diferencias temporales aparentes que permitan distinguir formas más antiguas de otras más modernas. Sin embargo, si se considerase un arcaísmo el hecho que el dialecto roncalés conserve grupos en -lt- y -nk-, en comparación con el resto de dialectos, que usan -ld- y -ng-, podría tratarse de un serio indicio de que Sancosa fue una forma primitiva. Sorprende a Belasko que este fenómeno de sonorización de la consonante se repita en el romance Sangüesa, ya que se esperaría que surgiese la forma Sancuesa, también documentada. Esta asimilación consonántica podría deberse, además, a varias razones. En las lenguas limítrofes de Aragón se documentan casos similares al de Sangüesa. Así, la existencia de formas como Sancuesa en la documentación antigua, donde se mezcla -nk- con la conservación de -e- en el diptongo, podría indicar que nk > ng fue un fenómeno posterior a la romanización, y puede explicarse en consonancia con los fenómenos documentados en el citado aragonés.
Otra explicación de esta antigua evolución de la forma Sangosa podría ser la intervención directa de la fonética vasca, si se da por bueno que en el momento en que se produjo el cambio el euskera fuese la lengua hablada en Sangüesa. En este caso, el propio nombre oficial de la ciudad podría mostrar el rastro de los vascoparlantes que poblaron la ciudad. Sin embargo, así no se explica la existencia de formas como Sancuesa. Estas formas indican que la sonorización es un fenómeno inherente a la romanización y no a un estado anterior. Finalmente, y por influencia de la fonética romance, evolucionó la forma o > ue de Sangosa, fenómeno que no se produjo, claro está, entre los euskaldunes que mantuvieron Zangoza sin diptongar, como es el caso de Nabaskoze (Navascués) o Galoze (Gallués).
La peculiaridad de la forma vasca, en -z, en comparación con el resto de lenguas, en -s, es un fenómeno que se repite en otros nombres de población de la zona, como Ageza (Ayesa) o Izaba (Isaba). Esta forma no diptongada evidenciaría, según Belasko, que -oz es el sufijo romance -ues no diptongado. Así, tanto Zangoza como Sangüesa y las otras formas estarían formadas por sang + oz, y Sang* sería un nombre propio, que Rohlfs identifica con el nombre femenino Sanga, y -oz un sufijo locativo de persona.
En la documentación antigua podemos ver el nombre escrito de las siguientes formas: Sancosa (siglo XI), Sangosa (1055), Sancuesa (1056) y Sangüesa (1020).
Inicialmente adscrita a la zona no vascófona por la LeSDNEIRFy Foral 18/1986, en junio de 2017 el Parlamento navarro aprobó el paso de Sangüesa a la Zona mixta de Navarra mediante la Ley foral 9/2017.

## Símbolos

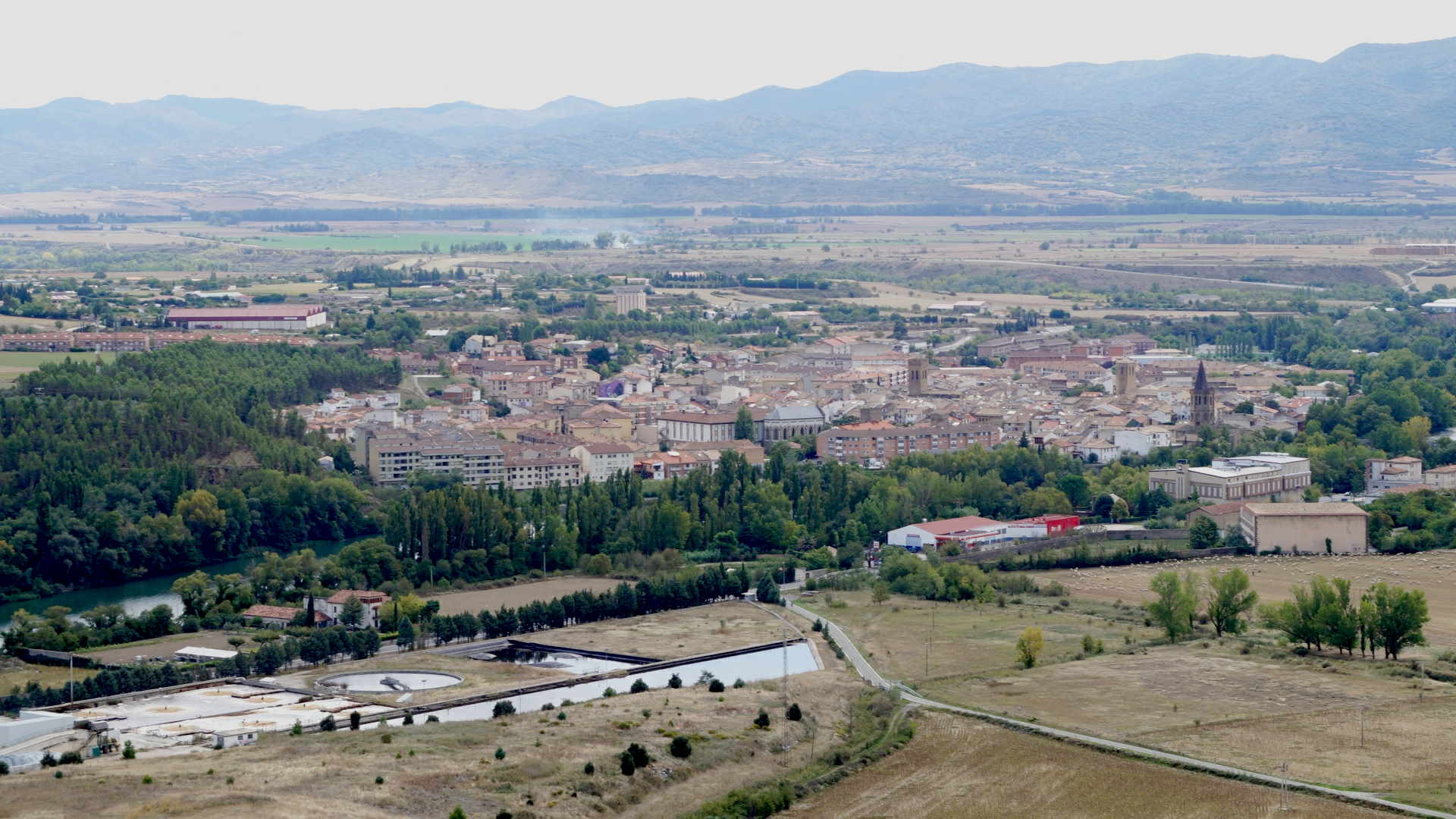
Vista de Sangüesa desde Rocaforte

### Escudo
El escudo de armas de la ciudad de Sangüesa tiene el siguiente blasón:

Partido de plata con un castillo de tres torres en su color natural acompañado por las siglas S, A, primera y última letra del nombre de la ciudad, de gules. Partido con las cuatro barras rojas de Aragón sobre campo de plata, Bordura de gules con las cadenas de Navarra en oro. Por timbre una corona abierta y por leyenda “LA QUE NUNCA FALTÓ”.

Este blasón data de 1312, cuando el rey Luis el Hustín, satisfecho con la victoria de los sangüesinos sobre las tropas aragonesas, les concedió que al lado del castillo que usaban en su escudo pusieran otro cuartel blasonado con las cuatro barras rojas de Aragón y emblemaran el escudo con la empresa citada. Hasta dicha fecha el motivo usado en el sello fue un castillo.

## Geografía

Situación del municipio de Sangüesa en Navarra y en su merindad

El término municipal de Sangüesa se sitúa en el norte de España, en el área centro-oriental de Navarra y del entorno geográfico de su comarca homónima, en una zona de unión entre la Montaña y la Ribera de Navarra.
El municipio se extiende sobre una superficie de 71,7 km² y limita con los siguientes términos municipales: al oeste con Aibar; al norte con Liédena, Javier y Yesa; al este con Sos del Rey Católico, en la provincia de Zaragoza; y al sur con Javier y Cáseda.
| Noroeste: Liédena | Norte: Liédena | Nordeste: Javier y Yesa                  |
| Oeste: Aibar      |                | Este: Undués de Lerda                    |
| Suroeste: Cáseda  | Sur: Peña      | Sureste: Sos del Rey Católico (Zaragoza) |

### Relieve e hidrología

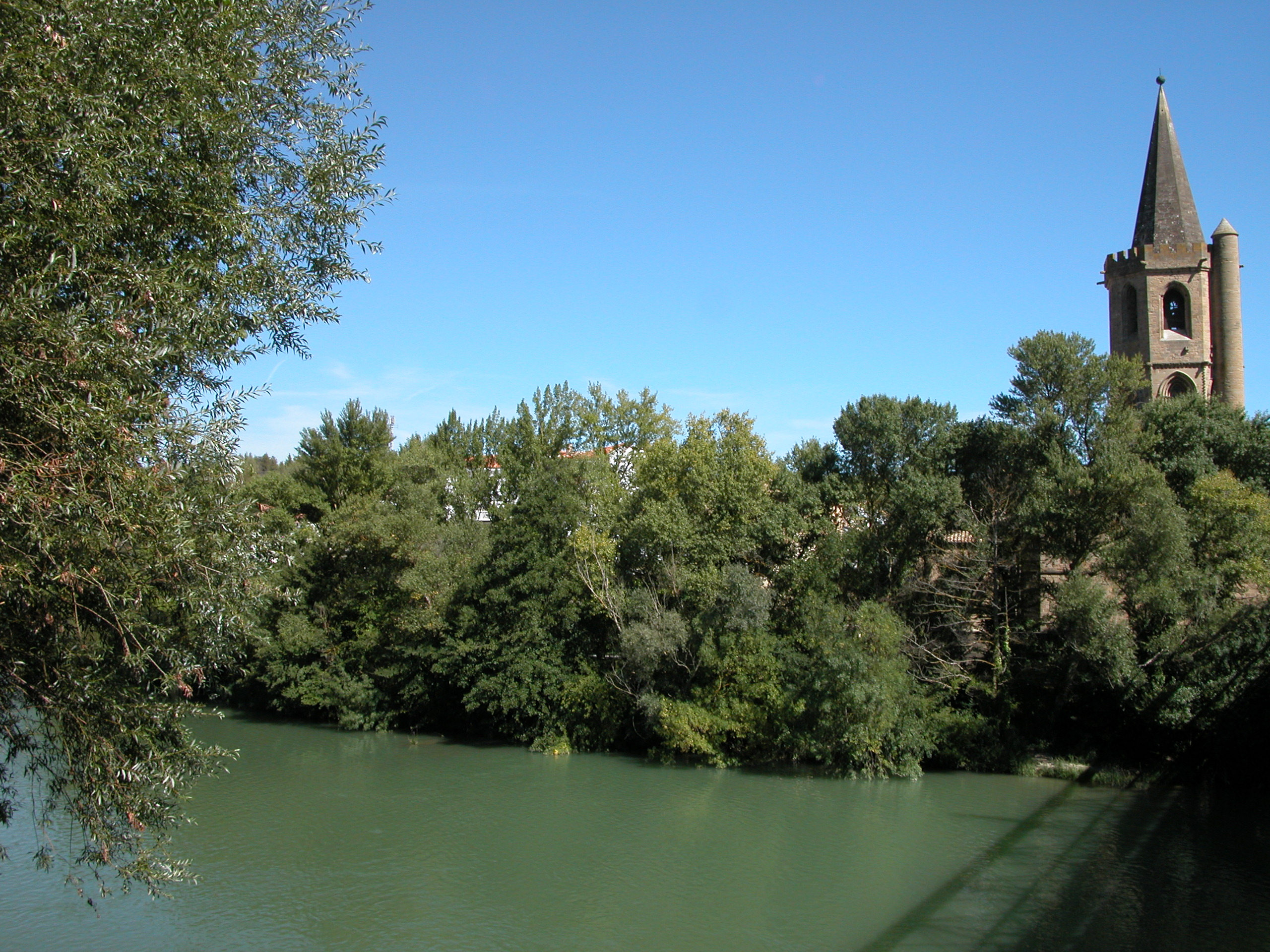
Vista del río Aragón a su paso por la ciudad de Sangüesa

El terreno que compone el municipio por lo general es llano y está atravesado de norte a sur por el río Aragón, que forma una vega y baña la capital del municipio, la cual está situada a una altitud de 404 m sobre el nivel del mar. Al río Aragón afluyen el Irati en el extremo norte y el Onsella al este. La cota máxima de altitud se da en el monte Ugarte (627 m), situado en el límite con Liédena.

### Clima
El municipio se asienta en una zona climatológica de transición, caracterizada por tener nubosidad abundante debido a que las montañas divisorias de aguas cantábrico-mediterráneas son de poca altitud y dejan pasar las lluvias provocadas por los vientos húmedos del oeste que originan las borrascas atlánticas. También se caracteriza por un alto contraste entre las temperaturas invernales y veraniegas.
La temperatura media anual en Sangüesa es de 13,2 °C, con una precipitación media de 625 mm anuales. En invierno, las heladas suelen ser bastante habituales. Las estaciones meteorológicas más próximas a la ciudad son las de Yesa y Javier, ambas propiedad del Gobierno de Navarra. La estación de Javier, situada a 8 km de Sangüesa y a 456 m sobre el nivel del mar, ha registrado los siguientes valores entre 1929 y 2004:
| Registros históricos del observatorio de Javier | Registros históricos del observatorio de Javier | Registros históricos del observatorio de Javier | Registros históricos del observatorio de Javier | Registros históricos del observatorio de Javier | Registros históricos del observatorio de Javier | Registros históricos del observatorio de Javier | Registros históricos del observatorio de Javier | Registros históricos del observatorio de Javier | Registros históricos del observatorio de Javier | Registros históricos del observatorio de Javier | Registros históricos del observatorio de Javier | Registros históricos del observatorio de Javier | Registros históricos del observatorio de Javier |
| 1929-2004                                       | Ene                                             | Feb                                             | Mar                                             | Abr                                             | May                                             | Jun                                             | Jul                                             | Ago                                             | Sep                                             | Oct                                             | Nov                                             | Dic                                             | Año                                             |
| ----------------------------------------------- | ----------------------------------------------- | ----------------------------------------------- | ----------------------------------------------- | ----------------------------------------------- | ----------------------------------------------- | ----------------------------------------------- | ----------------------------------------------- | ----------------------------------------------- | ----------------------------------------------- | ----------------------------------------------- | ----------------------------------------------- | ----------------------------------------------- | ----------------------------------------------- |
| Temperatura media (°C)                          | 5,1                                             | 6,5                                             | 9,1                                             | 11,0                                            | 15,2                                            | 19,4                                            | 22,4                                            | 22,4                                            | 18,9                                            | 14,0                                            | 8,5                                             | 5,6                                             | 13,2                                            |
| Temperatura máxima media (°C)                   | 9,2                                             | 11,2                                            | 14,8                                            | 16,5                                            | 21,4                                            | 26,5                                            | 30,3                                            | 30,1                                            | 25,7                                            | 19,4                                            | 12,9                                            | 9,4                                             | 18,9                                            |
| Temperatura mínima media (°C)                   | 1                                               | 1.8                                             | 3,4                                             | 5,5                                             | 9,0                                             | 12,3                                            | 14,5                                            | 14,7                                            | 12,1                                            | 8,6                                             | 4,2                                             | 1,8                                             | 7,4                                             |
| Precipitación (mm)                              | 52,5                                            | 46,7                                            | 43,0                                            | 60,2                                            | 61,8                                            | 51,9                                            | 28,4                                            | 35,0                                            | 50,4                                            | 66,4                                            | 66,0                                            | 63,1                                            | 625,4                                           |

## Historia

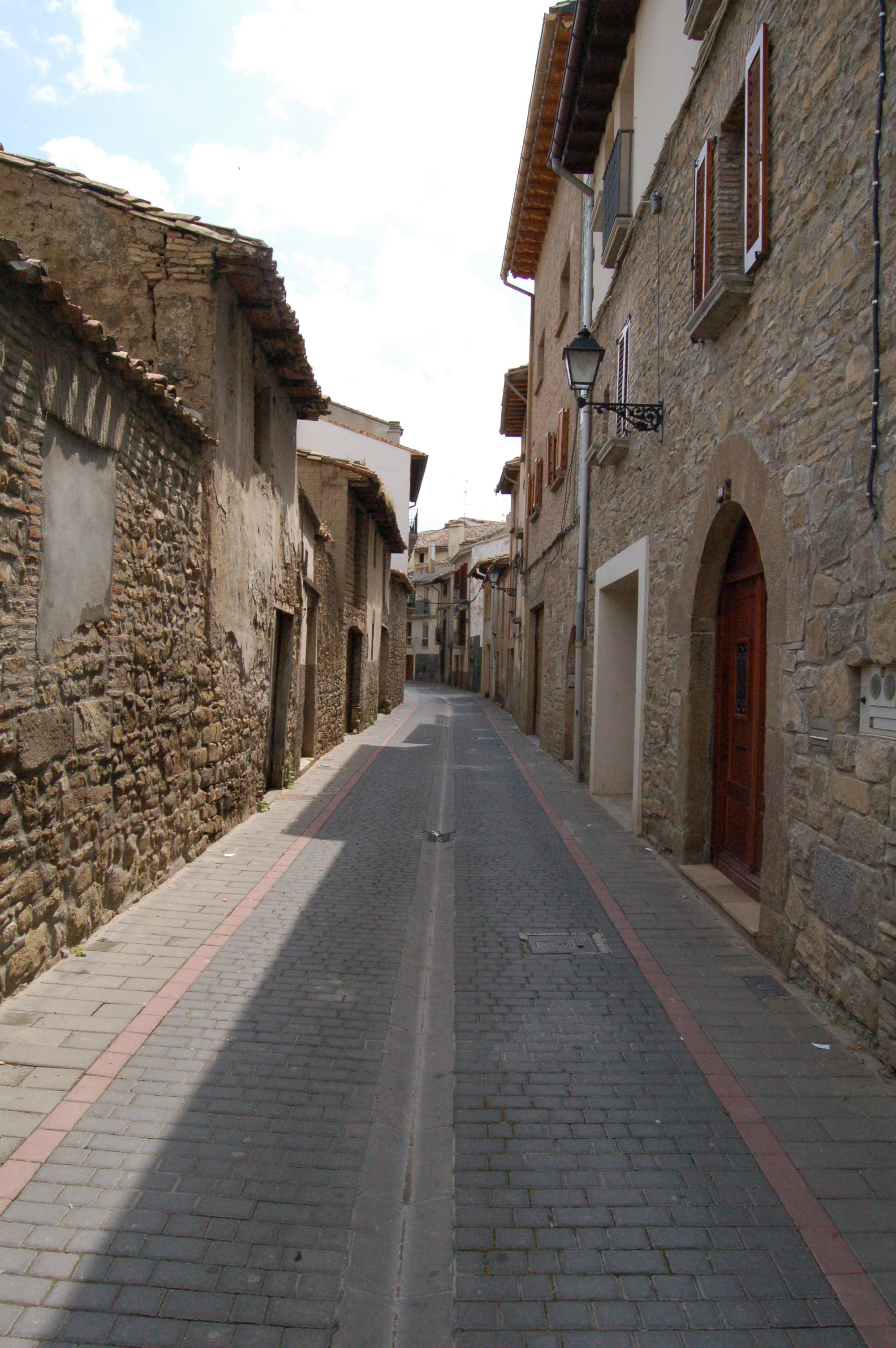
Calle de Sangüesa

### Prehistoria y Edad Antigua
En su término se han encontrado restos arqueológicos datados en la Edad del Bronce. Los hallazgos consisten principalmente en hachas pulimentadas y diversos materiales de sílex de yacimientos al aire libre.
Algunos autores creen que el emplazamiento de la ciudad de Corbio, capital de los suessetanos estaba cerca del emplazamiento actual de Sangüesa.
Los suessetanos eran un grupo céltico de origen galo cuyo asentamiento se extendía por las vecinas tierras aragonesas.
De la época romana se han localizado numerosos asentamientos en su término en los lugares de los Cascajos, El Castellón, Fillera-El Regadío, Linás, Mongallés, Puy d'Ull, Ribas Altas, El Real, San Babil, Santa Eulalia, El Sasillo, Vadoluengo, Valdecomún, Valdeplanzón y Viloria.
Los hallazgos más destacados encontrados perteneciente a esta época son: Un cabezal de caballo de bronce, de estilo etrusco el cual se conserva en el Museo Arqueológico Nacional, un busto de Artemisa elaborado con mármol blanco del siglo II y una terracota bastante mutilada que parece reproducir a una Minerva.
En el puente sobre el río Aragón existe una lápida romana con la inscripción «cornelia sibi et cornel».

### Edad Media

Merindades de Navarra (1234-1407). División del Reino de Navarra en merindades, establecida en el bajo el reinado de Teobaldo II

La primitiva villa denominada Sangüesa la Vieja se identifica con la actual Rocaforte. No obstante, hacia el año 882 tenemos noticia de Onneca "de Sancosa" (Sangüesa), una "rebelde" (según texto provisto por Sánchez Albornoz), que da cuenta de la existencia de un primitivo núcleo urbano. Ya en el siglo X Sangüesa desempeñó un importante papel defensivo contra los musulmanes en los accesos al Reino de Pamplona [cita requerida].
El rey Sancho Ramírez concedió hacia el año 1090 al primer núcleo de población el fuero de Jaca y Alfonso I el Batallador lo extendió en el año 1122 al denominado Burgo Nuevo, el cual se desarrolló en el emplazamiento actual de la ciudad.
Su emplazamiento próximo a la frontera del Reino de Aragón hizo que Sangüesa fuera una importante plaza defensiva. El 1312, en la Batalla de Valdoluengo, los sangüesinos tomaron a los aragoneses el pendón. Por ello el rey Luis el Obstinado les concedió las barras a su escudo y el título de «La que nunca faltó».
A mediados del siglo XIII, reinando Teobaldo II, el Reino de Navarra se divide en merindades y Sangüesa fue la cabeza de la merindad de su nombre.
En el año 1430, la reina Blanca le otorgó los privilegios de mercado para reparar los daños causados por una crecida del río Aragón.
Tuvo siempre asiento en las Cortes de Navarra por el brazo de las Universidades o buenas villas., ocupando uno de los primeros asientos: así aparece en cuarto lugar en la convocatoria de 1525 y el quinto en la última llamada a Cortes en 1829

### Edad Moderna

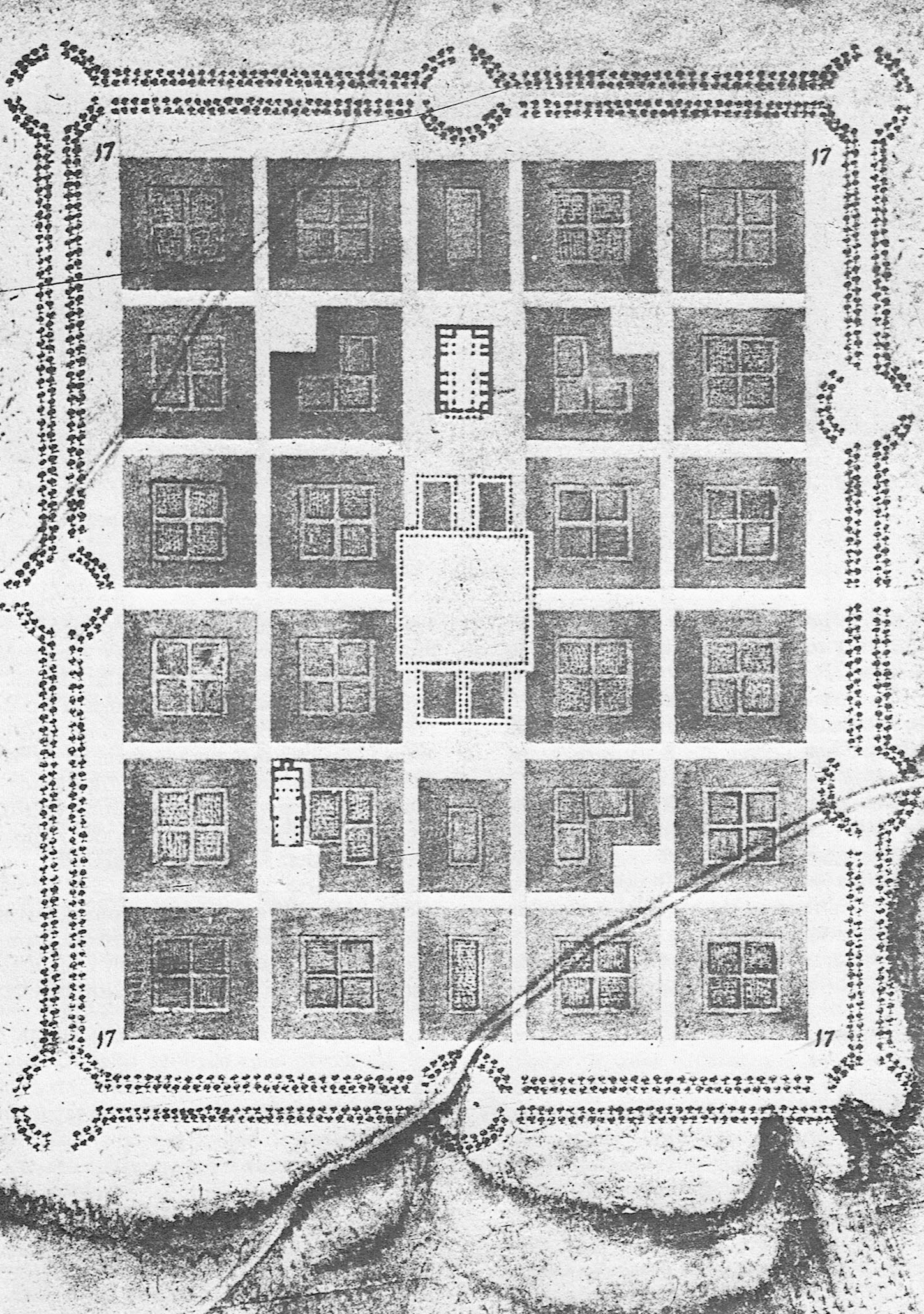
Planta del proyecto para Nueva Sangüesa realizado por Santos Ángel de Ochandategui en 1790

Tras la incorporación de Navarra a Castilla a comienzos del siglo XVI, Sangüesa dejó de ser una importante plaza fronteriza.
Durante el siglo XVI mantuvo su asiento de las antiguas Cortes de Navarra. En Sangüesa se celebraron algunas de las últimas sesiones antes de la invasión castellana en los años 1503 y 1507 y tras esta en 1530, 1551 y 1561, pero no volvería a albergarlas hasta 1705, en que lo hizo por última vez ya que estas desaparecieron tras la Ley Paccionada de 1841.
En el año 1562 los sangüesinos compraron los molinos y la presa, que eran propiedad de la corona, por 1800 ducados y en 1665 Sangüesa adquiere el título de ciudad por 6000 ducados.
Durante la Guerra de Sucesión, casi todo el Reino de Navarra se declaró partidario de Felipe de Borbón. Durante el trascurso de esta, la ciudad fue saqueada por las tropas de su opositor, el archiduque Carlos de Austria en 1710, que la habían sitiado previamente.

### Edad Contemporánea
Durante la Guerra de la Independencia (1808-1814), las tropas del guerrillero Francisco Espoz y Mina desbarataron el 11 de enero de 1812 el ejército de 2000 hombres con que el francés Abbé, gobernador de Pamplona, pretendía alcanzar Sangüesa en las proximidades de Rocaforte.
En lo referente a comunicaciones destaca la apertura de la carretera a Pamplona que había comenzado en 1797 y la de Sos del Rey Católico que se abriría en 1842. 

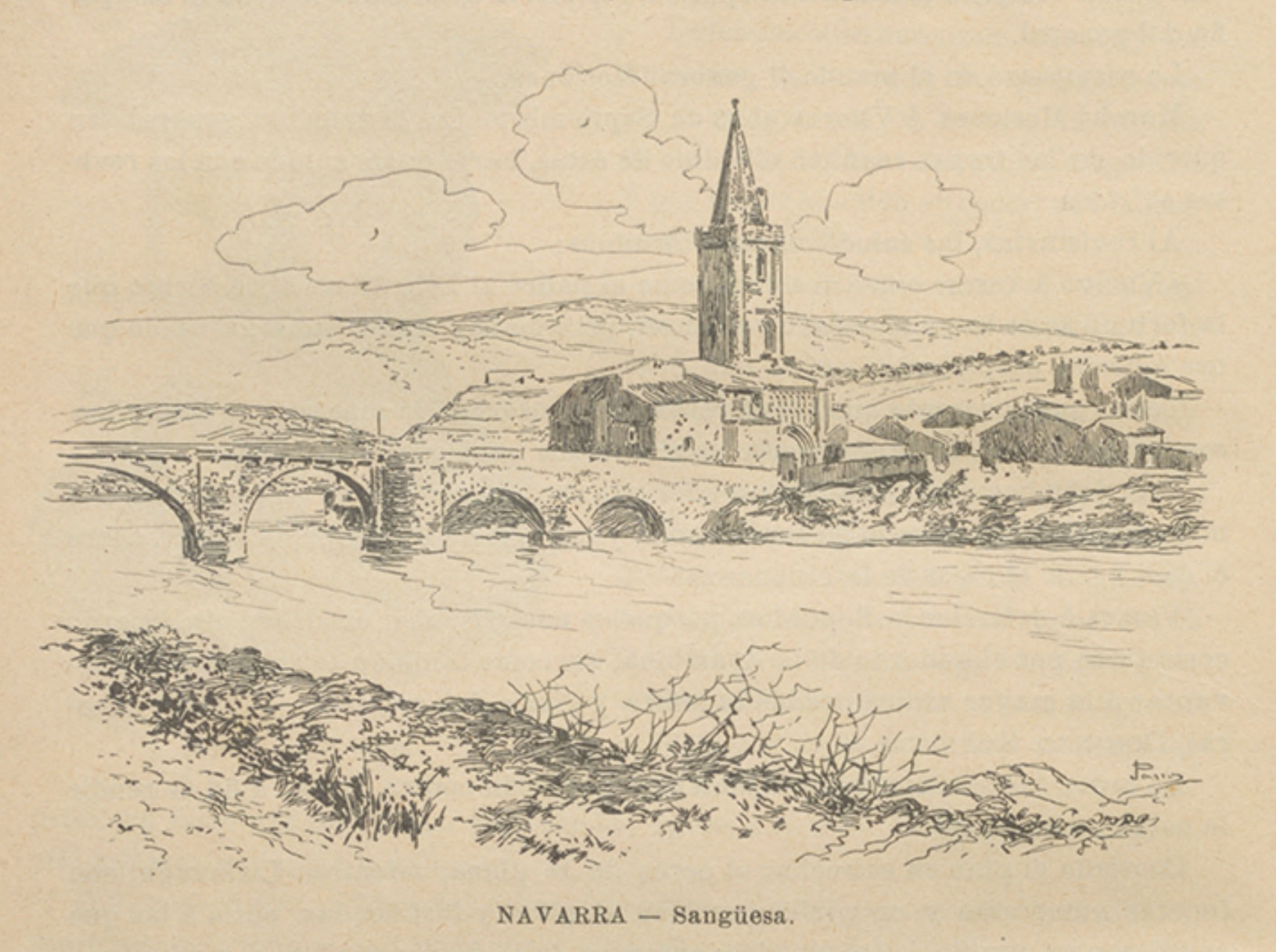
Sangüesa en Historia de España en el

En 1820 se crean los partidos judiciales, que en el caso de Navarra coincidieron en término con las merindades. Sin embargo en este caso la capital del que abarcaba el término de la Merindad de Sangüesa se situó en Aoiz. Durante el siglo XIX también fue escenario de las guerras carlistas.
El 30 de mayo de 2003 se produjo un atentado de la banda terrorista ETA que acabó con la vida de dos policías.

### Inundaciones
Hay constancia de numerosas riadas por crecidas del río Aragón a su paso por la ciudad, como constan las de los años 1330, 1430, 1582, 1634, 1739 y 1787. Causa de esto es que la ciudad se sitúa a orillas del río Aragón y, como no podía ser de otra manera, el río se sale de su cauce e inunda los edificios que están junto al río (Por la riada de 1430 la reina Blanca I de Navarra le otorgó los privilegios de mercado).
La más catastrófica fue sin duda la ocurrida entre la noche del 24 y la madrugada del 25 de septiembre de 1787. Los troncos de las almadías (balsas de troncos para transportarlos desde la montaña al valle) hicieron una represa en el puente de piedra de Yesa, que se rompió, y el agua pasó por encima de las murallas cubriendo las calles y llegando a los dos metros de altura. Murieron 556 personas (el 18 % de la población) y quedaron destruidos 428 de los 465 edificios existentes.
Por esta catástrofe se proyectó cambiar el emplazamiento de la ciudad a una posición más segura a salvo de las crecidas. El proyecto no construido para esta Nueva Sangüesa fue diseñado por Santos Ángel de Ochandategui.

## Demografía
Sangüesa cuenta con una población de 4862 habitantes (INE 2024).
| Gráfica de evolución demográfica de Sangüesa entre 1842 y 2021                                                      |
| |
| Población de derecho según los censos de población del INE Población de hecho según los censos de población del INE |

### Núcleos de población
El municipio se divide en las siguientes entidades de población, según el nomenclátor de población publicado por el INE (Instituto Nacional de Estadística). Los datos de población se refieren a 2014.
| Entidad de Población                                        | Población 2014 | Coordenadas                               | Distancia | Mapa                                |
| ----------------------------------------------------------- | -------------- | ----------------------------------------- | --------- | ----------------------------------- |
| Gabarderal                                                  | 136            | 42°32′32″N 1°17′53″O / 42.54222, -1.29806 | 4,7       | \| Gabarderal Rocaforte Sangüesa \| |
| Rocaforte                                                   | 40             | 42°35′30″N 1°17′20″O / 42.59167, -1.28889 | 1,2       | \| Gabarderal Rocaforte Sangüesa \| |
| Sangüesa                                                    | 4902           | 42°34′30″N 1°16′58″O / 42.57500, -1.28278 | 0         | \| Gabarderal Rocaforte Sangüesa \| |
| Total                                                       | 4862           |                                           |           | \| Gabarderal Rocaforte Sangüesa \| |
| Fuentes: Nomenclátor INE 2012 (datos de 2014), Google Earth |                |                                           |           | \| Gabarderal Rocaforte Sangüesa \| |
| Gabarderal Rocaforte Sangüesa                               |                |                                           |           |                                     |

## Administración y política
La administración política de la ciudad se realiza a través de un Ayuntamiento de gestión democrática cuyos componentes se eligen cada cuatro años por sufragio universal. El censo electoral está compuesto por todos los residentes empadronados en Sangüesa mayores de 18 años y nacionales de España y de los otros países miembros de la Unión Europea. Según lo dispuesto en la Ley del Régimen Electoral General, que establece el número de concejales elegibles en función de la población del municipio, la corporación municipal de Sangüesa está formada por 13 concejales. La sede del consistorio está emplazada en la calle Mayor.
| Periodo   | Nombre                           | Partido | Partido                                                                  |
| --------- | -------------------------------- | ------- | ------------------------------------------------------------------------ |
| 1979-1995 | Javier Luis del Castillo Bandrés |         | Grupo Independiente San Sebastián (GISS)                                 |
| 1995-1999 | Agustín Navallas Echarte         |         | Grupo Independiente de Progreso de Sangüesa (GIPS)                       |
| 1999-2003 | José Daniel Plano Izaguirre      |         | Agrupación Independiente San Sebastián (AISS)                            |
| 2003-2007 | José Luis Lorenzo Elvás          |         | Partido Socialista de Navarra (PSN-PSOE)                                 |
| 2007-2011 | Eskisabel Suescun Hualde         |         | Agrupación Independiente San Sebastián (AISS)                            |
| 2011-2019 | Ángel María Navallas Echarte     |         | Agrupación Progresista de Sangüesa-Zangozako Talde Progresista (APS-ZTP) |
| 2019-2023 | Lucía Echegoyen Ojer             |         | Agrupación Progresista de Sangüesa-Zangozako Talde Progresista (APS-ZTP) |
| 2023-act. | Javier Solozábal Amorena         |         | Agrupación Independiente San Sebastián (AISS)                            |

| Partido político                                                         | 2019  | 2019       | 2015  | 2015       | 2011  | 2011       |
| Partido político                                                         | %     | Concejales | %     | Concejales | %     | Concejales |
| Agrupación Independiente San Sebastián (AISS)                            | 38,72 | 5          | 32,20 | 5          | 30,34 | 5          |
| Agrupación Progresista de Sangüesa-Zangozako Talde Progresista (APS-ZTP) | 32,01 | 4          | 41,90 | 6          | 40,36 | 6          |
| Euskal Herria Bildu (EH Bildu)-Bildu                                     | 19,47 | 2          | 16,38 | 2          | 10,49 | 1          |
| Partido Socialista de Navarra (PSN-PSOE)                                 | 7,64  | 0          | —     | —          | 6,28  | 1          |

Alcaldes anteriores a 1979
Vicente Torres (1870-1872), Lázaro Gaínza (1872), Modesto Iráizoz (1872), Demetrio Machín (1872-1873), José Induráin (1873), Valentín Domínguez de Vidaurreta (1873), Ramón Jabala (1873-1874), Gabino Beriáin (1874), Fermín Larumbe (1874), Francisco Oroz (1874-1875), José Induráin (1875), Javier Jiménez (1875-1877), Javier Oronoz (1877-1879), Modesto Iráizoz (1879-1881), Pedro León (1881-1883), Javier Los Arcos (1883-1885), Eusebio Jabala (1885), Roque Irurozqui (1886), Hermenegildo Gúrpide (1887-1889), Félix Domínguez de Vidaurreta (1890-1891), Sebastián Oyaga (1891-1893), Victoriano Galarza (1894-1895), Modesto Iráizoz (1895-1897), Ricardo López (1897-1899), Custodio García (1899-1901), Félix Domínguez de Vidaurreta (1901-1903), Ángel del Castillo (1904-1905), Valentín Sola (1905), Antonio Garralda (1906-1909), Victorino Jabala (1909-1910), Eugenio Samitier (1910-1911), Javier Induráin (1911), Juan Sabio (1912-1915), Antonino Blasco (1915-1917), Joaquín Pérez de Ciriza (1917), Isaac Samitier (1918-1919), Nicolás Zabaldica (1920-1923), Evaristo del Castillo (1923-1925), Francisco Gómez Pujadas (1925-1930), Agustín Blanco (1930-1934), Nicolás Zabaldica (1934-1938), Pablo Erdozáin (1939), Antonio Arboniés (1940-1948), Román Oyaga (1949-1951), José Echeverri (1951-1959), José Antonio Erdozáin (1960-1964), Félix Domínguez de Vidaurreta (1964-1966), Julián Jáuregui (1966), Fernando Pérez Mateos (1966-1975), Javier del Castillo (1976).

## Economía

### Empleo

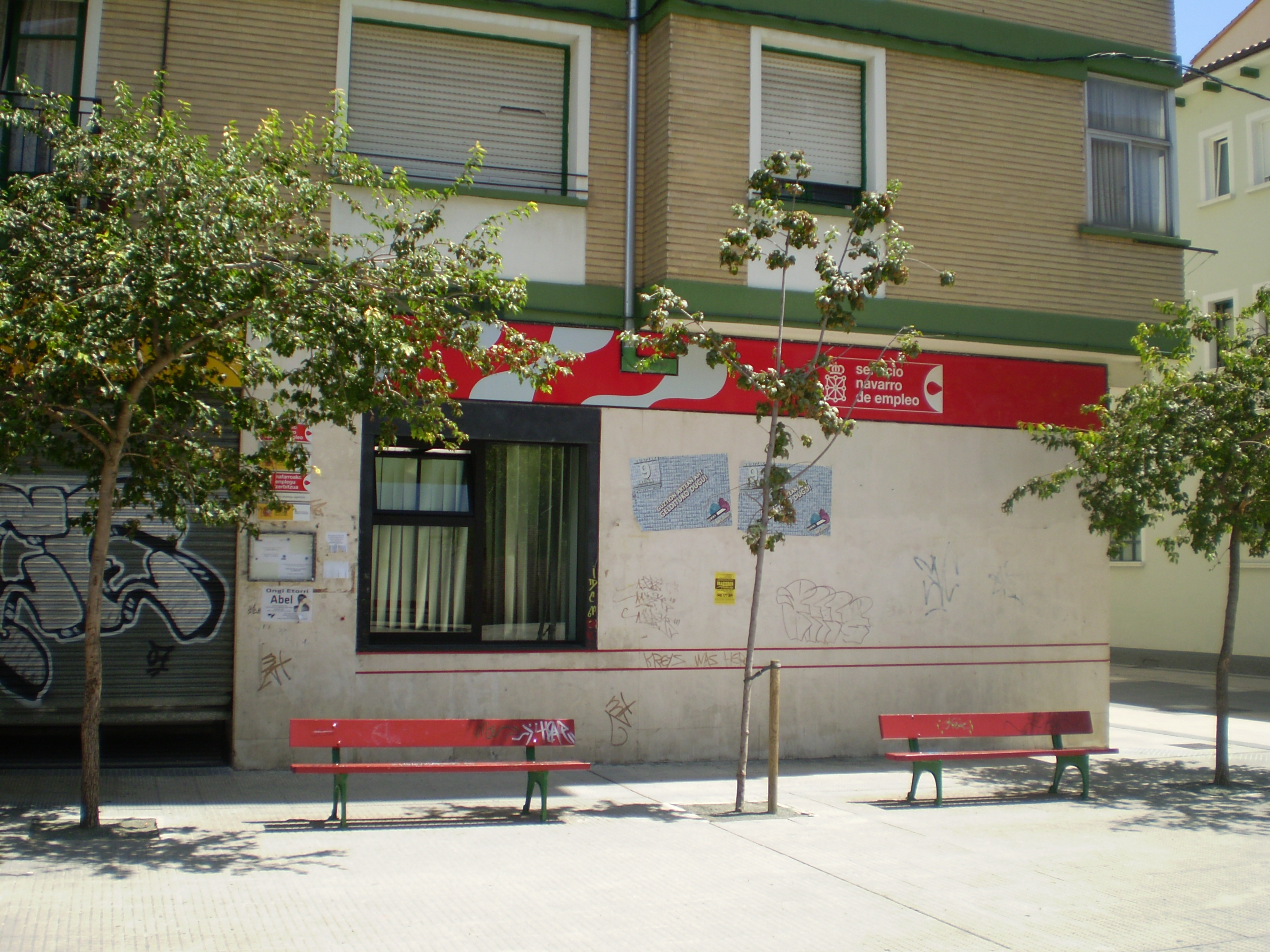
Oficina del Servicio Navarro de Empleo

En el periodo comprendido entre 1996 y 2007, la tasa de paro registrada en Sangüesa siempre fue inferior a un 5 %, por lo que puede considerarse como paro técnico. Sin embargo, a raíz de la crisis económica de ámbito mundial desatada en 2008, la tasa de paro en la Comunidad Foral de Navarra en el segundo trimestre de 2009 se disparó hasta el 12,23 % según la Encuesta de Población Activa. Este paro afectó más a los inmigrantes.

### Industria
| Sector industrial             | Empresas |
| ----------------------------- | -------- |
| Energía y agua                | 9        |
| Extracción minería y químicas | 3        |
| Industria metalúrgica         | 9        |
| Industria manufacturera       | 45       |
| Total                         | 66       |

Sangüesa cuenta con un polígono industrial, el polígono de Rocaforte, ubicado a las afueras de la ciudad, donde se concentra la mayor parte de la industria del municipio. Este polígono está en expansión y dispone todavía de parcelas libres. Según el anuario económico publicado por la Caixa, el municipio contaba en 2008 con 66 empresas, de las cuales 9 son del sector energético, 3 del químico, 45 del metalúrgico y 9 de otras industrias manufactureras.
Entre las industrias energética ubicadas en este polígono se encuentra una planta de biomasa instalada por Acciona, consume paja de cereal y tiene una capacidad productica de 30 megavatios, y está en funcionamiento desde 2002. En ese momento era la única planta de este tipo en el sur de Europa.

### Comercio
| Sector comercial                                                                 | Empresas |
| -------------------------------------------------------------------------------- | -------- |
| Oficinas bancarias. Bancos (3), Cajas de ahorros (2) Cooperativas de crédito (1) | 6        |
| Empresas comerciales mayoristas                                                  | 4        |
| Empresas comerciales minoristas                                                  | 9        |
| Hipermercados                                                                    | 0        |
| Bares y restaurantes                                                             | 9        |

La ciudad de Sangüesa es el centro del comercio y los servicios de su comarca homónima. Según el anuario publicado por la Caixa en 2009, en ella se encuentran las sucursales de 3 bancos, 2 cajas de ahorros y una cooperativa de crédito. En cuanto al comercio cuenta con 9 empresas comerciales minoristas y 4 mayoristas y en el sector del ocio cuenta con 9 establecimientos entre bares y restaurantes.
| Tipo      | Tipo        | Establecimientos | Plazas |
| --------- | ----------- | ---------------- | ------ |
| Hoteles   | 2 estrellas | 1                | 40     |
| Total     | Total       | 1                | 40     |
| Pensiones | 2 estrellas | 2                |        |
| Total     | Total       | 2                | -      |
| Total     | Total       | 3                | X      |

## Servicios

### Educación
Educación infantil y primaria
Para la educación primaria (5 a 12 años) e infantil (3 a 5 años) en la localidad se encuentra el colegio Luis Gil situado en la plaza San Salvador, s/n, donde se imparten los modelos educativos G (castellano) y A (castellano con euskera como asignatura) con áreas de inglés en ambos modelos.
También se imparte en la localidad educación infantil y primaria así como ESO con el modelo D (euskera con castellano como asignatura) en el centro concertado, Zangozako Ikastola situado en la calle Vadoluengo, 15.
Educación secundaria
Para Educación Secundaria Obligatoria (ESO) Bachillerato y Formación profesional (Grado medio y superior) en la localidad se encuentra el Instituto de Educación Secundaria Sierra de Leyre donde se imparten los modelos A y G.

### Sanidad
El municipio pertenece a la Zona Este de Navarra. En cuanto a recursos hospitalarios está dentro del Área de Pamplona. Para la atención primaria pertenece a la zona básica homónima y cuenta con un centro de salud situado en la calle Cantolagua, un centro de salud mental (Centro Salud Mental Milagrosa) y un centro de atención a la mujer (Subunidad Atención a la mujer Sangüesa).
Competencias municipales
El artículo 42 de la Ley General de Sanidad dispone que, los Ayuntamientos, sin perjuicio de las competencias de las demás Administraciones Públicas, tendrán las siguientes responsabilidades mínimas en asuntos relacionados con la Sanidad.
- a) Control sanitario del medio ambiente: contaminación atmosférica, abastecimiento de aguas, saneamiento de aguas residuales, residuos urbanos e industriales.
- b) Control sanitario de industrias, actividades y servicios, transportes, ruidos y vibraciones.
- c) Control sanitario de edificios y lugares de vivienda y convivencia humana, especialmente de los centros de alimentación, peluquerías, saunas y centros de higiene personal, hoteles y centros residenciales, escuelas, campamentos turísticos y áreas de actividad físico-deportivas y de recreo.
- d) Control sanitario de la distribución y suministro de alimentos perecederos, bebidas y demás productos, directa o indirectamente relacionados con el uso o consumo humanos, así como los medios de su transporte.
- e) Control sanitario de los cementerios y policía sanitaria mortuoria.

### Seguridad ciudadana
La seguridad ciudadana está supeditada a la estructura de la Agencia Navarra de Emergencias (ANE) que es un organismo autónomo, creado por el Gobierno de Navarra, mediante el Decreto Foral 12/2009, de 16 de febrero, para agrupar los efectivos de Protección Civil-Sos Navarra 112 y Consorcio de Bomberos de Navarra.
En el área de la seguridad de la localidad funcionan tres cuerpos policiales: La Guardia Civil, la Policía Foral y la policía municipal de Sangüesa.

### Electricidad
La Comunidad Foral de Navarra es autosuficiente en generación de energía eléctrica; incluso tiene un saldo de exportación de 2326 GWh en 2008, según datos de la compañía Red Eléctrica Española. Lo más positivo de estos datos es que dicha producción de energía eléctrica es obtenida a través de centrales hidráulicas de ciclo combinado y de energía eólica principalmente, de acuerdo con el balance de energía eléctrica (GWh) de la Comunidad Foral de Navarra (2008)

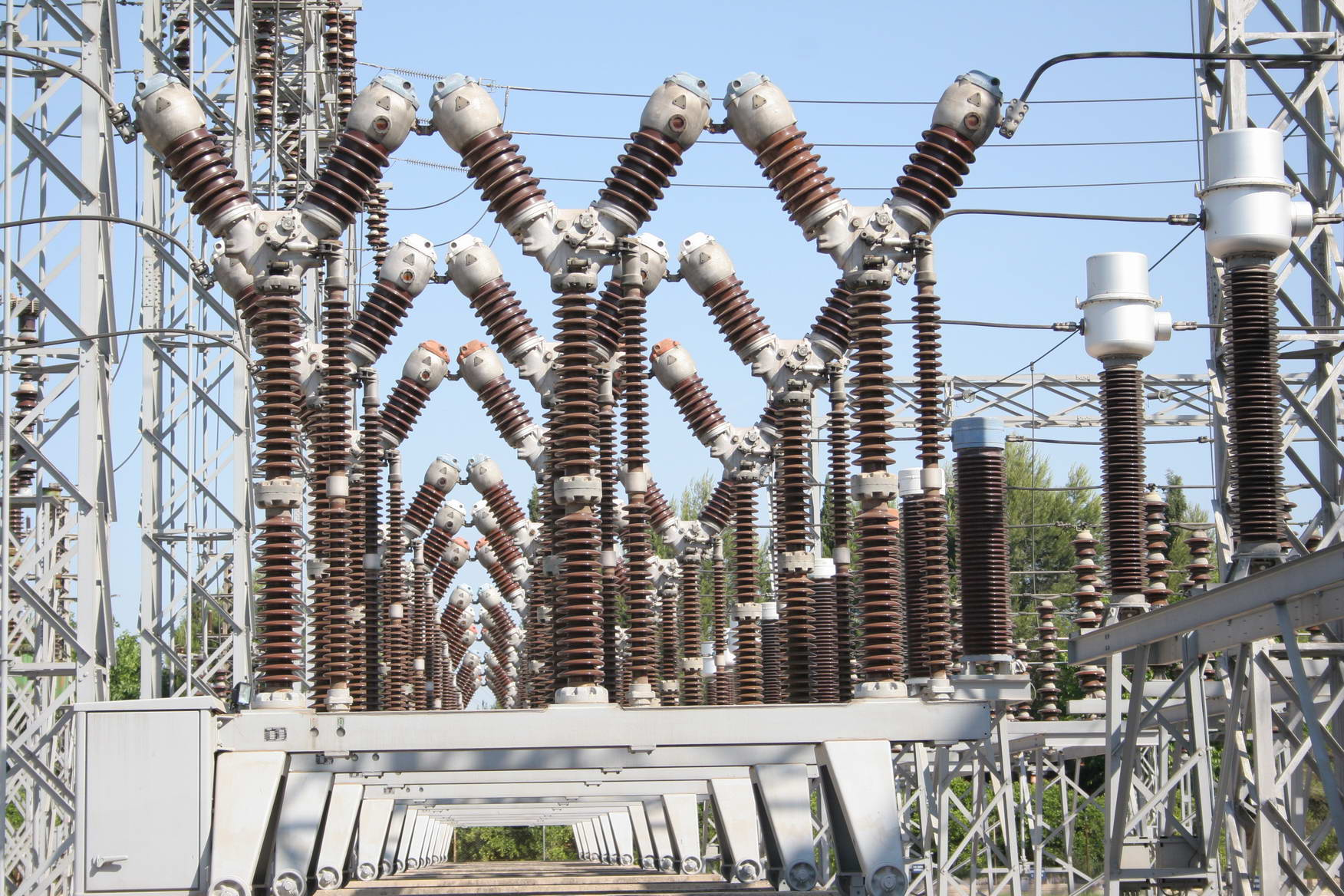
Subestación eléctrica elevadora

La electricidad que se consume en Sangüesa es distribuida por la compañía Iberdrola y procede de la Subestación eléctrica que la empresa Red Eléctrica Española tiene ubicada en la localidad de Orcoyen.

### Combustibles
Para el suministro de combustibles derivados del petróleo a la Comunidad Foral de Navarra, la Compañía Logística de Hidrocarburos (CLH) dispone de unas instalaciones de almacenamiento ubicadas en la localidad de Esparza de Galar, con una capacidad para almacenar 123 000 m³. A dichas instalaciones llega el combustible mediante un ramal del oleoducto Bilbao-Zaragoza, que pasa muy próximo a la zona.

### Gas natural
Gas Navarra S.A. es la empresa encargada del suministro de gas natural. Esta empresa forma parte de Gas Natural Fenosa

### Parque de vehículos a motor
El municipio tiene un parque de 430 automóviles por cada 1000 habitantes, que es inferior a la ratio de la Comunidad Foral, que es de 694 automóviles por cada 1000 habitantes, de acuerdo con los datos existentes en la base de datos del Anuario Económico de España 2009, publicado por La Caixa. Por otra parte, existe un parque de 685 vehículos entre camiones y furgonetas, especialmente elevado, dada la importancia de la logística por carretera de la que depende la zona. 
| Tipo de vehículo      | Cantidad |
| --------------------- | -------- |
| Automóviles           | 2241     |
| Camiones y furgonetas | 685      |
| Otros vehículos       | 463      |
| Total                 | 3389     |

### Red viaria
La ciudad dispondrá de buenas comunicaciones por carretera con Pamplona y Jaca a través de la autovía del Pirineo (A-21), la cual se encuentra en construcción y de momento estas comunicaciones se realizan por la carretera N-240. Otras vías que discurren por la localidad son la NA-127, que la comunica con Sos del Rey Católico y Ejea de los Caballeros, y la NA-132, que comunica con Tafalla, donde enlaza con la carretera N-121 y la Autopista de Navarra (AP-15), proporcionando su comunicación con Madrid y Zaragoza. 
| Identificador | Denominación                  | Itinerario                                                |
| ------------- | ----------------------------- | --------------------------------------------------------- |
| N-240         | Pamplona-Jaca                 | Pamplona - Jaca- Huesca                                   |
| NA-127        | Sangüesa-Sos del Rey Católico | PK 40,46 de N-240 - Límite provincial con Zaragoza        |
| NA-132        | Sangüesa-Tafalla-Estella      | Estella PK 40,18 de NA-1110 - Sangüesa pK 1,69 de NA-8603 |

### Autobuses interurbanos
| Compañía            | Recorrido |
| ------------------- | --- |
| La Veloz Sangüesina | Cáseda - Sangüesa- Pamplona |
| La Tafallesa        | Ustárroz- Isaba- Urzainqui- Roncal- Garde - Burgui - Yesa- Javier - Sangüesa- Liédena - Lumbier- Nardoz - Ibargoiti - Monreal- Noáin - Cordovilla y Pamplona |

## Cultura

### Patrimonio

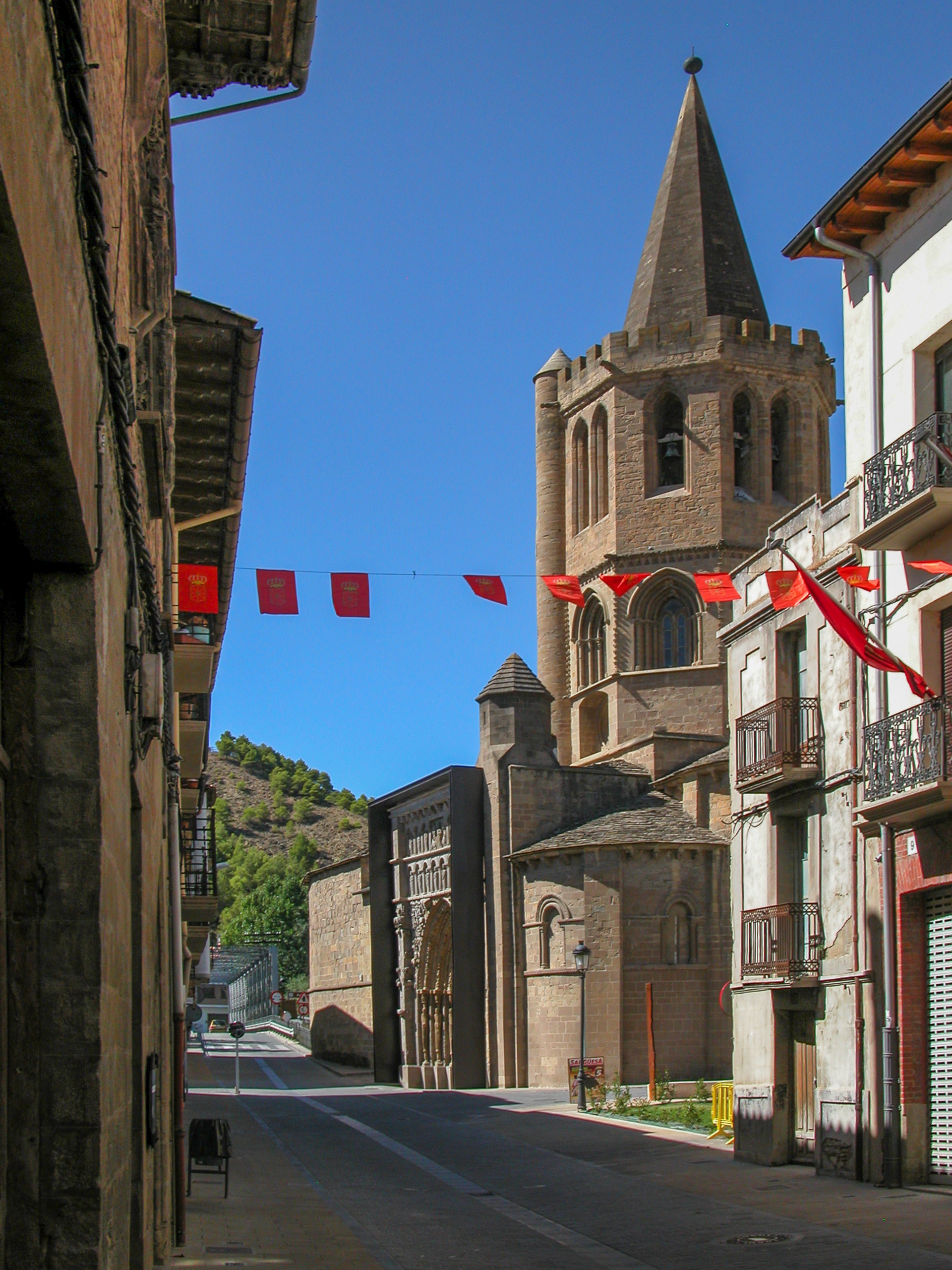
Calle e iglesia de Santa María de Sangüesa

El Conjunto Monumental de Sangüesa está declarado Bien de Interés Cultural, además de ser Camino de Santiago. De Sangüesa suele decirse que tiene un monumento en cada calle, por su rico patrimonio.[cita requerida]
Civil

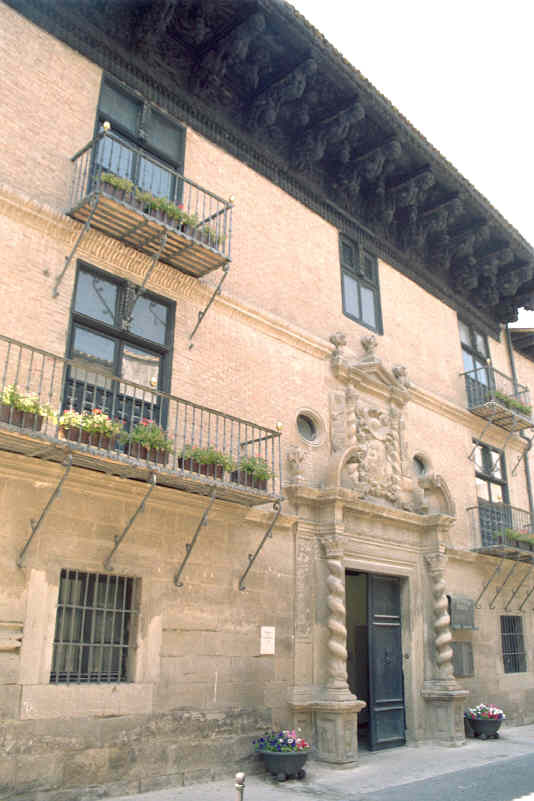
Palacio Ongay-Vallesantoro

- Museo de Relojes de Torre. Perteneciente al Ayuntamiento de Sangüesa, reúne una colección de piezas de los siglos XVIII al XX; son maquinarias de antiguos relojes monumentales procedentes de torres de iglesias o ayuntamientos. En la misma sala, conocida como Sala Lecároz, pueden verse numerosas pinturas procedentes del antiguo colegio de Lecároz. Se expone una colección sobre la vida de San Francisco de Asís y numerosos lienzos cedidos por la Academia de Bellas Artes de San Fernando en Madrid. Actualmente no esta abierto al público.
- Palacio de los Reyes de Navarra, denominado también del Príncipe de Viana: palacio fortificado medieval. Tras la Conquista de Navarra sirvió para alojar a las tropas invasoras, sufriendo un progresivo deterioro. Actualmente conserva su ala defensiva, donde se alzan sus torres almenadas.
- Casa consistorial. Palacete de estilo renacentista construido en 1570 sobre una de las alas del palacio de los reyes de Navarra. Se trata de uno de los Ayuntamientos más antiguos de Navarra.
- Palacio de los marqueses de Valle-Santoro, del siglo XVII, construido por un virrey de la Nueva España. Presenta una interesante escalera interior y un monumental alero de madera, uno de los más espectaculares de Navarra. Guarda una gran influencia colonial. Es hoy Casa de Cultura.
- Casa de los Sebastianes, en la calle Mayor, donde nació el 25 de abril de 1503 Enrique II de Navarra.
- Palacio de los duques de Granada de Ega, del siglo XV.
- Palacio de los condes de Guenduláin, de estilo barroco, del siglo XVII.
- Puente de Sangüesa sobre el río Aragón. El antiguo puente románico fue mandado construir a finales del siglo XI por el rey Sancho Ramírez. Constaba de siete arcos, aunque sólo quedan cuatro, dos a cada extremo de la estructura metálica, adivinándose entre las aguas los dos pilares del arco central desaparecido. La reforma de los tres arcos centrales corresponden a la obra realizada en 1892 por Aniceto Lagarde. En uno de sus pilares se conserva una leyenda romana.
- Puente viejo sobre el Onsella, de cuatro arcos. El más estrecho es del siglo XII.
- Cruz de San Lázaro o de los Azadones (este desde el siglo XVI), es un crucero gótico.
- Castellón o Casteillón; el antiguo castillo se encontraba situado en una colina, el Puy de Arangoiz, que domina la ciudad. Aquí estaba situado un baluarte defensivo con una población amurallada que fue aforada y vinculada al Burgo Nuevo en 1171. El castillo era sencillo, con una gran torre de homenaje, de la que aún quedan restos, y un muro que la rodeaba de considerable altura, con torres en los ángulos y un foso en el talud. En las guerras carlistas fue utilizado como fuerte por los liberales.
- Portal de la Tejadera o de Carajeas. Al terminar la calle Población (oficialmente Enrique de Labrit) se ubican restos de lo que era el Portal de la Tajadera o de la Población, llamado así por el rastrillo de hierro que cerraba el arco impidiendo el ingreso a la villa. Pero este arco es más conocido por Arco de Carajeas, que fue trasladado de su lugar de origen al paseo de Cantolagua por la ampliación de la calle Población. Recientemente se ha trasladado a una rotonda situada a poco metros de su lugar original.

### Religioso

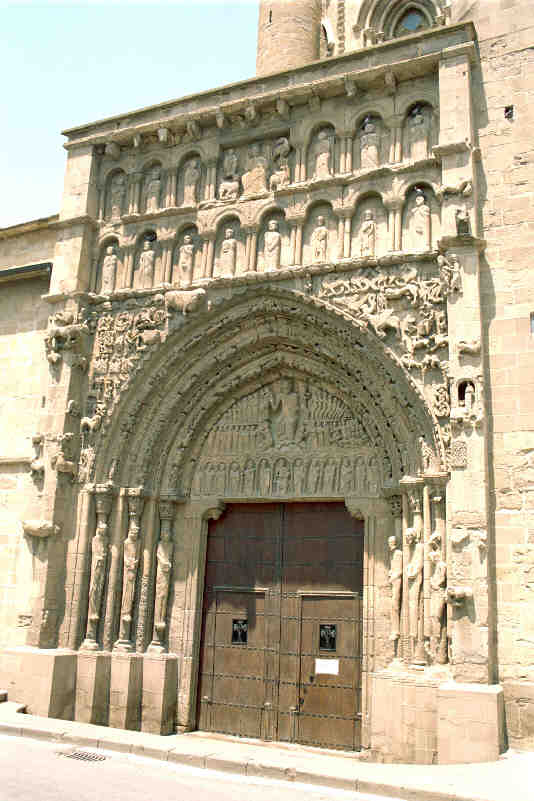
Portada de Santa María la Real

- Santa María la Real: iglesia románica. Fue donada en 1131 por Alfonso I el Batallador a la orden de San Juan de Jerusalén. Se trata de una pequeña iglesia románica de tres naves. La torre de planta octogonal es gótica, de los siglos XIII-XIV.

Lo que ha hecho famosa a esta iglesia es la gran portada románica, que constituye una de las obras más interesantes y complejas del arte medieval navarro. Además de representaciones religiosas hay múltiples relieves de rico simbolismo. Leodegarius firma la imagen de Santa María que decora la segunda columna del lado izquierdo en el primer cuerpo. Ante el retraso de la obra, el rey retira a Leodegarius de la dirección de la misma, y se la entrega al experimentado y viejo Maestro de San Juan de la Peña, que la termina. 
En su interior, el retablo mayor es plateresco (1550-1570), de Jorge de Flandes (que residió en Sangüesa desde 1554 hasta su muerte en 1586).
- Convento de San Francisco de Asís. Su fundación se atribuye al propio san Francisco de Asís en viaje por Navarra en 1212-1213 para ir a Santiago de Compostela. Junto con el Convento del Carmen, son los únicos que se conservan de los cuatro conventos que existieron en Sangüesa. Consta de un bello claustro e iglesia gótica de una única nave. Actualmente se puede ver en una de sus salas una curiosa exposición o Museo de Relojes de Torre, antiguas maquinarias procedentes de campanarios de iglesias y ayuntamientos.

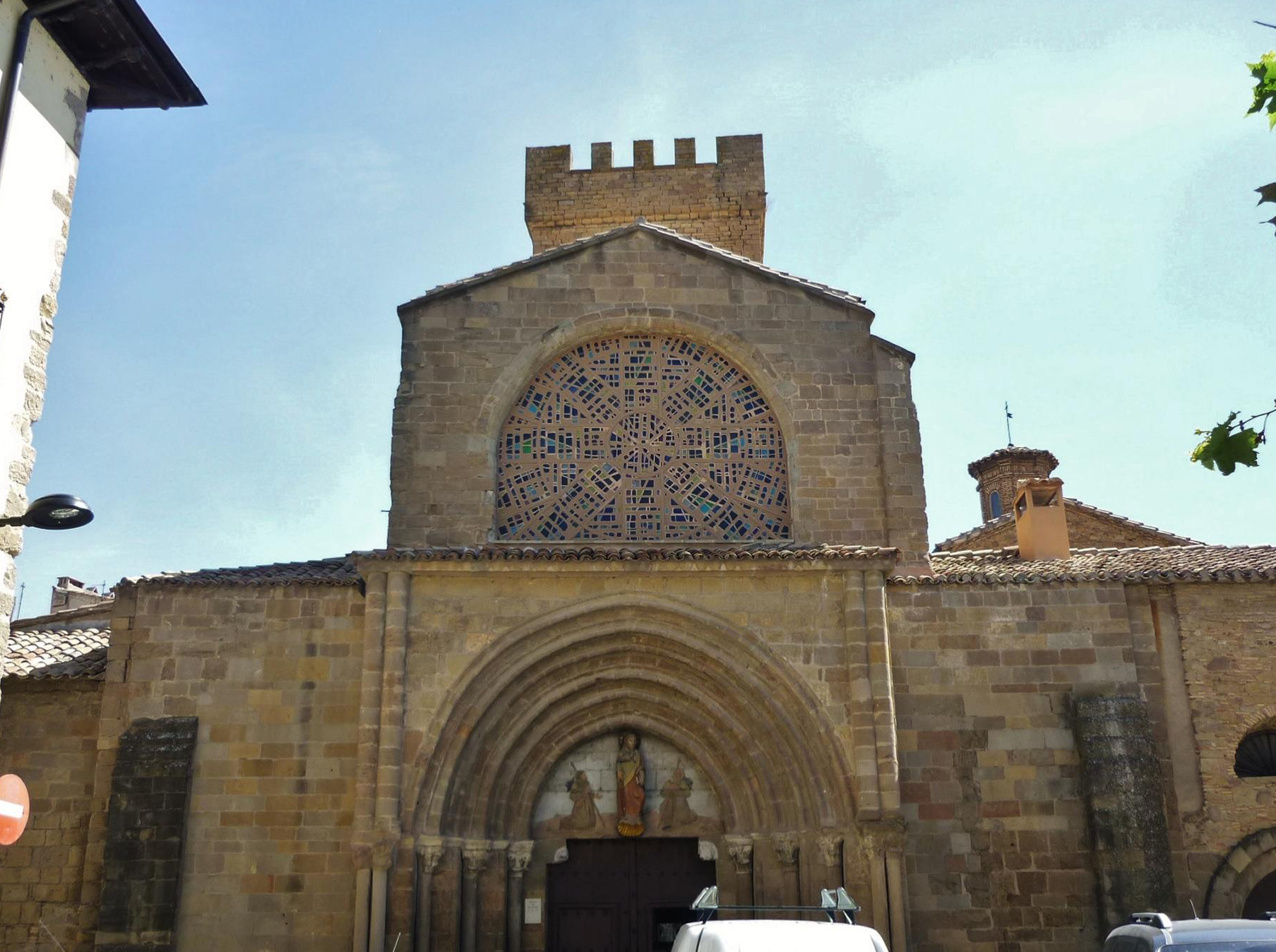
Iglesia de Santiago el Mayor

- Iglesia de Santiago el Mayor: de origen románico, consta en un documento pontificio de 1144, pero sus obras no concluyeron hasta el siglo XIV (1365), hasta concluir la torre campanario. Esta iglesia se levantó para poder acoger a la población local y a los muchos peregrinos que pasaban por la ciudad. La de Santa María es una pequeña iglesia que resultaba insuficiente para acoger a tantos feligreses y caminantes de la Ruta Jacobea; por eso se vio la necesidad de levantar un nuevo templo dedicado al Apóstol Santiago, que ha sido de siempre la parroquia principal de la localidad. En el siglo XVIII se realizaron cambios en su mobiliario y se le añadió una nueva capilla.
- Iglesia de San Salvador (Sangüesa): edificio gótico construido entre los siglos XIII y XIV. En 1602 se añadieron sendas capillas en el lado del evangelio. La iglesia está cerrada desde 2001 por problemas estructurales en el coro.
- Convento de Nuestra Señora del Carmen. El primitivo estaba extramuros pero, en relación de la guerra con Castilla en 1378, se trasladaron al interior en 1379, junto a la iglesia de San Salvador. En 1866 pasó a ser hospital municipal.
- Ermita de San Adrián de Vadoluengo, de estilo románico, situado a escasa distancia de Sangüesa por la carretera que lleva a Sos del Rey Católico.
- Ermita de la Virgen de la Nora, antes llamada ermita de la Virgen del Carmen.

### Medios de comunicación
Prensa escrita
La revista en línea sanguesadigital.com de la asociación del mismo nombre y creada en 2004, lleva informando sobre Sangüesa desde sus inicios, de forma más periódica y rigurosa desde mediados de 2008. Se trata del principal medio de comunicación dedicado a Sangüesa y la zona. También se publica una revista cada tres meses llamada "Al revés" que se emite desde 2010.
Emisoras de radio
Emisoras de televisión
El 10 de diciembre de 2009 cesaron las emisiones analógicas de televisión en Navarra, quedándose únicamente la emisora autonómica vasca EITB con los canales ETB 1 y ETB 2, a la espera de poder emitir en digital. En Navarra, la oferta audiovisual de la Televisión Digital Terrestre es la siguiente:
- 20 canales de ámbito nacional.
- 4 canales de ámbito autonómico repartidos entre dos concesionarios: Canal 4 y Canal 6.
- 1 canal de ámbito local para cada una de las demarcaciones de Navarra (Sangüesa, Estella, Tafalla, Tudela y Pamplona). El concesionario actual de las cinco demarcaciones es Popular TV Navarra.[44]

### Entidades culturales
En Sangüesa aparecen las siguientes entidades culturales registradas por su ayuntamiento.
- Asociación Horizonte
- Auroros
- Banda municipal de Sangüesa
- Comparsa municipal de Gigantes y cabezudos de Sangüesa
- Coral Nora
- Grupo de Danzas Rocamador
- Grupo de chistularis
- Grupo Enrique de Albret
- Grupo Filatélico
- Bi Haizetara Taldea
- Peña Batasuna
- Grupo Municipal de Gaiteros

### Eventos culturales
- Auto de los Reyes Magos, que es una fiesta de interés turístico.
- Elogio a la Pocha de Sangüesa[46]

### Fiestas
Fiestas patronales
Entre el 11 y 17 de septiembre
Fiestas en honor a San Sebastián
También llamadas fiestas txikis son las fiestas en honor al Patrón del pueblo el día 20 de enero

## Deporte
La sección de deportes de sangüesa cuenta con numerosos deportes y deportistas de alto nivel el club principal es el Cantolagua donde tienen diferentes secciones con el mismo nombre 
- Futbol( en sus inicios fue la primera y cuenta con 4 participaciones en copa del rey)
- Balonmano
- Baloncesto
- Patinaje
- Natación
- Judo

### Otras Entidades deportivas
- Ala delta
- Asociación de cazadores
- Club montañero
- Club taurino
- 4 caminos Sangüesa ciclismo

### Infraestructuras deportivas

#### Municipal
- Polideportivo
- Frontón
- Dos campos hierba artificial
- Piscina cubierta
- Gimnasio
- 2 Pistas de Tenis

#### Privadas
- Pista de Pádel
- Box de Crossfit

### Competiciones
- Kodeki (Competición de futbol sala amateur)
- Torneo de pelota mano de la zona de Sangüesa
- Trofeo Ciudad de Sangüesa patinaje
- Gran premio Ciudad de Sangüesa de BTT

## Gastronomía

### Pocha
El plato estrella sin duda la Pocha de Sangüesa de la cual tiene su propia fiesta en septiembre cuando la cosecha 
Receta:
1. Poner las pochas en una cazuela con el agua mineral fría suficiente como para que las cubra un dedo por encima. Cocer a fuego suave entre 45 minutos y una hora, hasta que estén tiernas.
2. En otra cazuela o sartén, rehogar a fuego suave el ajo con un chorro de aceite de oliva.
3. En cuanto empiece a dorarse, añadir el pimiento verde. En cuanto cambie de color y se ablande ligeramente, sumar el tomate frito y el concentrado. Dejar dos o tres minutos.
4. Añadir esta fritada a las pochas y salar. Dejarlo entre 5 y 10 minutos a fuego suave. Retirar del fuego y dejar reposar unos minutos.

### Barbo
El barbo es un postre de hojaldre relleno de nata o crema en forma de pez barbo creado en la pastelería Aramendia donde es su producto estrella en una pastelería centenaria